# Campionati mondiali di taekwondo a squadre 2015
I Campionati mondiali di taekwondo a squadre 2015 si sono svolti dal 8 al 9 dicembre al Gimnasio Olímpico Juan de la Barrera di Città del Messico, in Messico. È stata la 7ª edizione del torneo, organizzato dalla World Taekwondo.

## Podi
| Evento           | Oro         | Argento | Bronzo                      |
| Torneo maschile  | Azerbaigian | Iran    | Corea del Sud Russia        |
| Torneo femminile | Cina        | Messico | Taipei cinese Corea del Sud |

## Medagliere
| Posiz. | Nazione       | Oro | Argento | Bronzo | Totale |
| ------ | ------------- | --- | ------- | ------ | ------ |
| 1      | Azerbaigian   | 1   | 0       | 0      | 1      |
| 1      | Cina          | 1   | 0       | 0      | 1      |
| 3      | Iran          | 0   | 1       | 0      | 1      |
| 3      | Messico       | 0   | 1       | 0      | 1      |
| 5      | Corea del Sud | 0   | 0       | 2      | 2      |
| 6      | Russia        | 0   | 0       | 1      | 1      |
| 6      | Taipei cinese | 0   | 0       | 1      | 1      |
| Totale | Totale        | 2   | 2       | 4      | 8      |